# Suttsu
Suttsu (jap. 寿都町 Suttsu-chō) – miasto w Japonii, w prefekturze Hokkaido, w podprefekturze Shiribeshi. Według danych na rok 2020 miejscowość zamieszkiwało 2 838 mieszkańców , a gęstość zaludnienia wyniosła 29,8 os./km².